# Hoghmik
Hoghmik (in armeno Հողմիկ?) è un comune di 509 abitanti (2001) della provincia di Shirak in Armenia.